# 静岡県立看護専門学校
静岡県立看護専門学校（しずおかけんりつかんごせんもんがっこう）は、静岡県駿東郡清水町長沢に所在する静岡県が設置する看護専門学校。県内で唯一の県立の看護専門学校である。

## 沿革
〈主な出典〉
- 1974年（昭和49年）4月 - 静岡県立東部高等看護学院として駿東郡清水町に開校　看護1学科（3年課　程）及び看護2学科（2年課程）を設置
- 1976年（昭和51年）4月 - 専修学校制度の発足に伴い、静岡県立東部看護専門学校に名称変更
- 2005年（平成17年）4月 - 現在地に校舎を新築、移転　看護1学科の入学定員を40人から80人に増員
- 2007年（平成19年）4月 - 看護1学科の全学年の定員が80人となり、看護2学科と合わせて総定員320人体制となる
- 2019年（平成31年）4月 - 助産学科開設に合わせ、静岡県立看護専門学校に名称変更

## 組織

### 学科
- 看護１学科（取得可能資格：看護師国家試験受験資格、保健師助産師学校受験資格）[2]
- 看護２学科（准看護師対象、取得可能資格：看護師国家試験受験資格、保健師助産師学校受験資格）[3]
- 助産学科（看護師学校養成所卒業の女子対象、取得可能資格：助産師国家試験受験資格、受胎調節実地指導員申請資格、新生児蘇生法専門コース申請資格）[4]

## 交通アクセス
- 伊豆箱根バス又は沼津登山東海バス「長沢停留所」下車徒歩約5分

## 主な実習施設
〈主な出典〉
- 共立蒲原総合病院
- 富士宮市立病院
- 西島病院
- 聖隷沼津病院
- 岡村記念病院
- 裾野赤十字病院
- 静岡県立静岡がんセンター
- 三島総合病院
- 三島中央病院
- NTT東日本伊豆病院
- 伊豆保健医療センター
- 伊豆赤十字病院
- 熱海所記念病院
- 伊東市民病院

- 静岡県立総合病院
- 富士いきいき病院
- 聖隷富士病院
- 大富士病院
- 沼津市立病院
- ふれあい沼津ホスピタル
- 沼津中央病院
- 国立駿河療養所
- 三島森田病院
- 国際医療大学熱海病院
- 神奈川県立足柄上病院